# Laitakari (halvö i Finland, Lappland, lat 65,62, long 25,05)
Laitakari är en halvö i Finland.   Den ligger i landskapet Lappland, i den centrala delen av landet, 600 km norr om huvudstaden Helsingfors. Laitakari ligger på ön Tiironkari.